# 2025年加納空軍直-9直升機墜毀事故
2025年8月6日，一架載有8人的加納空軍直-9直升機在前往阿散蒂大區奧布阿西參加打擊非法採礦活動時，在阿散蒂大區墜毀，機上8人全數遇難。死者包括國防部長爱德华·奥马内·博阿马和環境、科學、技術與創新部長易卜拉欣·穆爾塔拉·穆罕默德。

## 背景

### 直升机
坠毁的飞机是加纳空军的一架哈尔滨直-9EH军用直升机，这是一款以其多功能性和坚固性能而闻名的中国制造的海军平台。直-9EH是直-9直升机的专用变体，而直-9本身是法国歐直AS365海豚直升機的中国授权版本。它主要由中国人民解放军海军和其他安全部队用于反潜战、反舰作战以及搜救任务。

### 乘客和机组人员
机上人员包括国防部长爱德华·奥马内·博阿马、环境部长易卜拉欣·穆尔塔拉·穆罕默德、代理国家安全协调员利穆纳·穆罕默德·穆尼鲁、执政党全国民主大会副主席塞缪尔·萨蓬、前议会候选人塞缪尔·阿博阿吉、中队长彼得·巴费米·阿纳拉、飞行军官特武姆·阿姆帕杜和中士欧内斯特·阿多·门萨。

## 撞击事故
加纳武装部队表示，这架直升机于上午9:12从阿克拉的科托卡国际机场起飞，向西北方向飞往内陆金矿区，准备参加在阿散蒂大區奧布阿西奧布阿西布莱克公园举行的打击非法采矿活动，但随后从雷达上消失。直升机残骸后来被找到，所有遇难者都在坠机后的大火中被烧得面目全非。总统约翰·马哈马原定出席此次活动，但由于同时有其他活动，他改派部长代表出席。
坠机现场的画面显示，飞机残骸在一片森林中燃烧，人们围在周围提供帮助。这场空难是加纳十多年来最严重的空难之一。

## 后续
遇难者遗体随后被运往阿克拉，遇难者遗体样本被空运至南非进行DNA分析，以协助身份识别。原定于8月7日举行的穆斯林遇难者葬礼因身份识别程序而推迟。

### 调查
加纳武装部队表示正在进行调查。加纳国家消防局确认，他们将与其他安全机构联合调查坠机事件。坠机事件发生后一天，调查小组找到了直升机的飞行记录仪。

## 各界反应

### 国内
加纳议会对坠机事件深表悲痛，并承诺与全国人民团结一致，共同哀悼。总统办公厅主任朱利叶斯·德布拉将此次坠机事件描述为“国家悲剧”，宣布降半旗直至另行通知，并率领政府代表团接收遇难者遗体。总统约翰·马哈马暂停所有活动，并宣布全国哀悼三天。副总统简·纳纳·奥波库-阿杰曼和其他高级官员探望了遇难者家属。全国民主大会称此次坠机事故对该党来说是无可弥补的损失，并向“遇难者家属、加纳武装部队和加纳人民表示最深切、最诚挚的哀悼”。

### 国际
包括英国、塞拉利昂、冈比亚、尼日利亚、非洲开发银行、联合国、西非经共体、非洲联盟、世界贸易组织、德国、肯尼亚、纳米比亚、意大利和梵蒂冈教廷在内的多个国家和国际组织对空难表示哀悼。